# Reyhanlı
Reyhanlı – miasto w Turcji w prowincji Hatay. Według danych na rok 2012 zamieszkiwane przez 89.093 osób. 11 maja 2013 w zamachu bombowym w Reyhanlı zginęły 52 osoby.